# Szívverés (album)
A Szívverés Csézy első nagylemeze, az album legnagyobb sikerei az Általad vagyok és a Szívverés.

## Az album dalai
1. Szívverés (Rakonczai Viktor - Jánosi)  3:40
2. Általad vagyok (Rakonczai Viktor - Szabó Ágnes)  4:16
3. Csak álom (Harmath Szabolcs - Valla Attila)  3:35
4. Nem kell neked más (Harmath Szabolcs - Szabó Ágnes)  3:37
5. Egyetlen (Harmath Szabolcs - Szabó Ágnes)  3:45
6. Visszavárlak téged (Menyhárt János - Miklós Tibor)  3:47
7. Egy nap a világ (Harmath Szabolcs - Miklós Tibor)  3:47
8. Bújj még hozzám (Menyhárt János - Miklós Tibor)  3:05
9. Búcsúzz el (Harmath Szabolcs - Szabó Ágnes)  4:14
10. Ez az a táj (Harmath Szabolcs - Valla Attila)  4:50
11. Tedd azt ma éjjel (Czomba Imre - Valla Attila)  3:48
12. Álom volt (Czomba Imre - Miklós Tibor)  4:15
13. Ne akarj tőlem mást (Harmath Szabolcs - Miklós Tibor)  3:54
14. Wonderful life (Colin Vearncombe) 3:46

## Közreműködők
- Harmath Szabolcs - gitár, basszusgitár
- Sipeki Zoltán - gitár
- Menyhárt János - gitár
- Kolta Gergő - basszusgitár
- Závodi Gábor - billentyűs hangszerek
- Ambrus Rita - vokál
- Révész Richárd - harmonika
- Janky Zsolt - ütős hangszerek
- Csiszár Ferenc - ütős hangszerek

## Hangszerelés
Czomba Imre, Harmath Szabolcs, Menyhárt János, Rakonczai Viktor, Závodi Gábor